# Puchar Świata juniorów w short tracku 2023/2024
Puchar Świata juniorów w short tracku 2023/2024 był 1. edycją tej imprezy. Cykl rozpoczął się 25 listopada 2023 r. w holenderskim Leeuwarden, zaś zakończył 18 lutego 2024 r. w holenderskim Heerenveen.

## Medaliści zawodów

### Kobiety
| Lp.    | Data                 | Miejscowość | Konkurencja                     | 1. miejsce                                                            | 2. miejsce                                                                                    | 3. miejsce                                                                                  | Źr.                             |
| ------ | -------------------- | ----------- | ------------------------------- | --------------------------------------------------------------------- | --------------------------------------------------------------------------------------------- | ------------------------------------------------------------------------------------------- | ------------------------------- |
| 1. PŚJ | 25–26 listopada 2023 | Leeuwarden  | 1500 m (25.11)                  | Oh Song-mi                                                            | Yu Su-min                                                                                     | Zhang Jianing                                                                               | [ 1 ]                           |
| 1. PŚJ | 25–26 listopada 2023 | Leeuwarden  | 1000 m (1) (25.11)              | Lyu Wanyu                                                             | Song Jiarui                                                                                   | Rina Shimada                                                                                | [ 1 ]                           |
| 1. PŚJ | 25–26 listopada 2023 | Leeuwarden  | 500 m (26.11)                   | Zhang Jianing                                                         | Victoria Jean-Baptiste                                                                        | Song Jiarui                                                                                 | [ 1 ]                           |
| 1. PŚJ | 25–26 listopada 2023 | Leeuwarden  | 1000 m (2) (26.11)              | Li Jinzi                                                              | Yu Su-min                                                                                     | Oh Song-mi                                                                                  | [ 1 ]                           |
| 2. PŚJ | 2–3 grudnia 2023     | Leeuwarden  | 1500 m (02.12)                  | Yu Su-min                                                             | Zhang Jianing                                                                                 | Li Jinzi                                                                                    | [ 2 ]                           |
| 2. PŚJ | 2–3 grudnia 2023     | Leeuwarden  | 500 m (1) (02.12)               | Song Jiarui                                                           | Dóra Szigeti                                                                                  | Kang Min-ji                                                                                 | [ 2 ]                           |
| 2. PŚJ | 2–3 grudnia 2023     | Leeuwarden  | Sztafeta 3000 m (02.12)         | Korea Południowa Chung Jae-hee · Kang Min-ji · Oh Song-mi · Yu Su-min | Holandia Angel Daleman · Mijntje de Jong · Lotte Donderwinkel · Kiek Straathof                | Kazachstan Anastasija Astrachancewa · Zeinep Kumarkan · Polina Omelczuk · Gułdana Żałmuchan | [ 2 ]                           |
| 2. PŚJ | 2–3 grudnia 2023     | Leeuwarden  | 1000 m (03.12)                  | Li Jinzi                                                              | Oh Song-mi                                                                                    | Lyu Wanyu                                                                                   | [ 2 ]                           |
| 2. PŚJ | 2–3 grudnia 2023     | Leeuwarden  | 500 m (2) (03.12)               | Yu Su-min                                                             | Angel Daleman                                                                                 | Rika Kanai                                                                                  | [ 2 ]                           |
| 3. PŚJ | 17–18 lutego 2024    | Heerenveen  | 1500 m (1) (17.02)              | Yu Su-min                                                             | Oh Song-mi                                                                                    | Zoë Florence Deltrap                                                                        | [ 3 ]                           |
| 3. PŚJ | 17–18 lutego 2024    | Heerenveen  | 1000 m (17.02)                  | Chung Jae-hee                                                         | Kang Min-ji                                                                                   | Yan Tongyao                                                                                 | [ 3 ]                           |
| 3. PŚJ | 17–18 lutego 2024    | Heerenveen  | 1500 m (2) (18.02)              | Yang Jingru                                                           | Oh Song-mi                                                                                    | Yan Tongyao                                                                                 | [ 3 ]                           |
| 3. PŚJ | 17–18 lutego 2024    | Heerenveen  | 500 m (18.02)                   | Chung Jae-hee                                                         | Bérénice Comby                                                                                | Yang Rongmiao                                                                               | [ 3 ]                           |
| 3. PŚJ | 17–18 lutego 2024    | Heerenveen  | Sztafeta 3000 m (18.02)         | Korea Południowa Chung Jae-hee · Kang Min-ji · Oh Song-mi · Yu Su-min | Kazachstan Anastasija Astrachancewa · Alina Äżygalijewa · Polina Omelczuk · Gułdana Żałmuchan | Holandia Bibi Arts · Mijntje de Jong · Zoë Florence Deltrap · Kiek Straathof                | [ 3 ]                           |
|        | 22–25 lutego 2024    | Gdańsk      | 30. Mistrzostwa Świata Juniorów | 30. Mistrzostwa Świata Juniorów                                       | 30. Mistrzostwa Świata Juniorów                                                               | 30. Mistrzostwa Świata Juniorów                                                             | 30. Mistrzostwa Świata Juniorów |

#### Klasyfikacje
| Lp. | Zawodniczka            | Punkty |
| --- | ---------------------- | ------ |
| 1.  | Chung Jae-hee          | 210    |
| 2.  | Victoria Jean-Baptiste | 190    |
| 3.  | Bérénice Comby         | 184    |
| 4.  | Song Jiarui            | 175    |
| 5.  | Kang Min-ji            | 152    |
| 6.  | Zhang Jianing          | 128    |
| 6.  | Yu Su-min              | 128    |
| 8.  | Panka Nógrádi          | 124    |
| 9.  | Miao Qi                | 116    |
| 10. | Kornelia Woźniak       | 114    |

| Lp. | Zawodniczka        | Punkty |
| --- | ------------------ | ------ |
| 1.  | Li Jinzi           | 200    |
| 2.  | Chung Jae-hee      | 188    |
| 3.  | Lyu Wanyu          | 170    |
| 4.  | Oh Song-mi         | 150    |
| 5.  | Kang Min-ji        | 130    |
| 6.  | Eva Grenouilloux   | 97     |
| 7.  | Rina Shimada       | 94     |
| 8.  | Aaralyn McGill     | 91     |
| 9.  | Lotte Donderwinkel | 80     |
| 10. | Song Jiarui        | 80     |
| 10. | Yu Su-min          | 80     |

| Lp. | Zawodniczka       | Punkty |
| --- | ----------------- | ------ |
| 1.  | Yu Su-min         | 280    |
| 2.  | Oh Song-mi        | 260    |
| 3.  | Zhang Jianing     | 150    |
| 4.  | Diána Laura Végi  | 138    |
| 5.  | Li Jinzi          | 120    |
| 6.  | Melinda Schönborn | 118    |
| 7.  | Zhang Lanxin      | 100    |
| 8.  | Yang Jingru       | 100    |
| 9.  | Miao Qi           | 86     |
| 10. | Alina Äżygalijewa | 83     |

### Mężczyźni
| Lp.    | Data                 | Miejscowość | Konkurencja                     | 1. miejsce                                                             | 2. miejsce                                                                   | 3. miejsce                                                                    | Źr.                             |
| ------ | -------------------- | ----------- | ------------------------------- | ---------------------------------------------------------------------- | ---------------------------------------------------------------------------- | ----------------------------------------------------------------------------- | ------------------------------- |
| 1. PŚJ | 25–26 listopada 2023 | Leeuwarden  | 1500 m (25.11)                  | Rim Jong-un                                                            | Lyu Yanpeng                                                                  | Zhang Bohao                                                                   | [ 1 ]                           |
| 1. PŚJ | 25–26 listopada 2023 | Leeuwarden  | 1000 m (1) (25.11)              | Li Kun                                                                 | Zhang Tianyi                                                                 | Han Byeong-chan                                                               | [ 1 ]                           |
| 1. PŚJ | 25–26 listopada 2023 | Leeuwarden  | 500 m (26.11)                   | Shin Dong-min                                                          | Zhang Tianyi                                                                 | Tawan Thomas                                                                  | [ 1 ]                           |
| 1. PŚJ | 25–26 listopada 2023 | Leeuwarden  | 1000 m (2) (26.11)              | Rim Jong-un                                                            | Stan Rijksen                                                                 | Bas van der Valk                                                              | [ 1 ]                           |
| 2. PŚJ | 2–3 grudnia 2023     | Leeuwarden  | 1500 m (02.12)                  | Rim Jong-un                                                            | Han Byeong-chan                                                              | Lyu Yanpeng                                                                   | [ 2 ]                           |
| 2. PŚJ | 2–3 grudnia 2023     | Leeuwarden  | 500 m (1) (02.12)               | Shin Dong-min                                                          | Li Kun                                                                       | Kim Min-woo                                                                   | [ 2 ]                           |
| 2. PŚJ | 2–3 grudnia 2023     | Leeuwarden  | Sztafeta 3000 m (02.12)         | Chiny Li Kun · Lyu Yanpeng · Zhang Bohao · Zhang Zixia                 | Holandia Stan Rijksen · Bas van der Valk · Leon Visser · Jonas de Jong       | Kanada Victor Chartrand · Matthew Freitag · Gabriel Jones · Adam Law          | [ 2 ]                           |
| 2. PŚJ | 2–3 grudnia 2023     | Leeuwarden  | 1000 m (03.12)                  | Han Byeong-chan                                                        | Bas van der Valk                                                             | Dynmuchamed Tażybaj                                                           | [ 2 ]                           |
| 2. PŚJ | 2–3 grudnia 2023     | Leeuwarden  | 500 m (2) (03.12)               | Shin Dong-min                                                          | Adam Law                                                                     | Kim Min-woo                                                                   | [ 2 ]                           |
| 3. PŚJ | 17–18 lutego 2024    | Heerenveen  | 1500 m (1) (17.02)              | Shin Dong-min                                                          | Lou Zhanshuo                                                                 | Zhang Zixia                                                                   | [ 3 ]                           |
| 3. PŚJ | 17–18 lutego 2024    | Heerenveen  | 1000 m (17.02)                  | Rim Jong-un                                                            | Han Byeong-chan                                                              | Sun Xiao                                                                      | [ 3 ]                           |
| 3. PŚJ | 17–18 lutego 2024    | Heerenveen  | 1500 m (2) (18.02)              | Rim Jong-un                                                            | Sun Xiao                                                                     | Alessandro Loreggia                                                           | [ 3 ]                           |
| 3. PŚJ | 17–18 lutego 2024    | Heerenveen  | 500 m (18.02)                   | Sean Shuai                                                             | Shin Dong-min                                                                | Tawan Thomas                                                                  | [ 3 ]                           |
| 3. PŚJ | 17–18 lutego 2024    | Heerenveen  | Sztafeta 3000 m (18.02)         | Kanada Victor Chartrand · Gabriel Jones · Adam Law · Mathieu Pelletier | Korea Południowa Han Byeong-chan · Kim Min-woo · Rim Jong-un · Shin Dong-min | Węgry Márk Csizmadia · Benjámin Czank-Varga · Ádám Granasztói · Dominik Major | [ 3 ]                           |
|        | 22–25 lutego 2024    | Gdańsk      | 30. Mistrzostwa Świata Juniorów | 30. Mistrzostwa Świata Juniorów                                        | 30. Mistrzostwa Świata Juniorów                                              | 30. Mistrzostwa Świata Juniorów                                               | 30. Mistrzostwa Świata Juniorów |

#### Klasyfikacje
| Lp. | Zawodnik        | Punkty |
| --- | --------------- | ------ |
| 1.  | Shin Dong-min   | 300    |
| 2.  | Li Kun          | 190    |
| 3.  | Kim Min-woo     | 180    |
| 4.  | Tawan Thomas    | 176    |
| 5.  | Adam Law        | 174    |
| 6.  | Zhang Tianyi    | 130    |
| 7.  | Matthew Freitag | 100    |
| 8.  | Sean Shuai      | 100    |
| 9.  | Dominik Major   | 88     |
| 10. | Ajbek Temіrchan | 80     |

| Lp. | Zawodnik         | Punkty |
| --- | ---------------- | ------ |
| 1.  | Han Byeong-chan  | 250    |
| 2.  | Rim Jong-un      | 244    |
| 3.  | Bas van der Valk | 150    |
| 4.  | Gabriel Jones    | 118    |
| 5.  | Adam Law         | 110    |
| 6.  | Leon Visser      | 104    |
| 7.  | Li Kun           | 100    |
| 8.  | Luka Jašić       | 96     |
| 9.  | Stan Rijksen     | 94     |
| 10. | Kei Shimmura     | 92     |

| Lp. | Zawodnik            | Punkty |
| --- | ------------------- | ------ |
| 1.  | Rim Jong-un         | 300    |
| 2.  | Zhang Zixia         | 166    |
| 3.  | Alessandro Loreggia | 152    |
| 4.  | Lyu Yanpeng         | 150    |
| 5.  | Lou Zhanshuo        | 140    |
| 6.  | Zhang Bohao         | 130    |
| 7.  | Han Byeong-chan     | 120    |
| 8.  | Shin Dong-min       | 100    |
| 9.  | Gabriel Jones       | 98     |
| 10. | Max Poulin          | 96     |

### Konkurencje mieszane
| Lp.    | Data              | Miejscowość | Konkurencja                     | 1. miejsce                                                              | 2. miejsce                                                         | 3. miejsce                                                                | Źr.                             |
| ------ | ----------------- | ----------- | ------------------------------- | ----------------------------------------------------------------------- | ------------------------------------------------------------------ | ------------------------------------------------------------------------- | ------------------------------- |
| 1. PŚJ | 26 listopada 2023 | Leeuwarden  | Sztafeta mieszana 2000 m        | Chiny Zhang Jianing · Zhang Tianyi · Song Jiarui · Li Kun               | Japonia Rika Kanai · Rina Shimada · Daigo Hayashi · Kei Shimmura   | Kanada Victoria Jean-Baptiste · Miao Qi · Adam Law · Gabriel Jones        | [ 1 ]                           |
| 2. PŚJ | 3 grudnia 2023    | Leeuwarden  | Sztafeta mieszana 2000 m        | Chiny Song Jiarui · Zhang Jianing · Li Kun · Zhang Bohao                | Japonia Rika Kanai · Rina Shimada · Daigo Hayashi · Kei Shimmura   | Holandia Angel Daleman · Mijntje de Jong · Bas van der Valk · Leon Visser | [ 2 ]                           |
| 3. PŚJ | 18 lutego 2024    | Heerenveen  | Sztafeta mieszana 2000 m        | Korea Południowa Oh Song-mi · Yu Su-min · Han Byeong-chan · Rim Jong-un | Holandia Bibi Arts · Mijntje de Jong · Jonas de Jong · Leon Visser | Kanada Courtney Charlong · Kiera Pagé · Victor Chartrand · Max Poulin     | [ 3 ]                           |
|        | 22–25 lutego 2024 | Gdańsk      | 30. Mistrzostwa Świata Juniorów | 30. Mistrzostwa Świata Juniorów                                         | 30. Mistrzostwa Świata Juniorów                                    | 30. Mistrzostwa Świata Juniorów                                           | 30. Mistrzostwa Świata Juniorów |

#### Klasyfikacja
| Lp. | Reprezentacja    | Punkty |
| --- | ---------------- | ------ |
| 1.  | Chiny            | 200    |
| 2.  | Japonia          | 160    |
| 3.  | Holandia         | 150    |
| 4.  | Kanada           | 140    |
| 5.  | Korea Południowa | 124    |
| 6.  | Włochy           | 120    |
| 7.  | Polska           | 90     |
| 8.  | Francja          | 90     |
| 9.  | Węgry            | 88     |
| 10. | Kazachstan       | 64     |

## Wyniki reprezentantów Polski

### Indywidualne
Kobiety
| Zawodniczka | Leeuwarden 26.11. | Leeuwarden 02.12. | Leeuwarden 03.12. | Heerenveen 18.02. |        | Leeuwarden 25.11. | Leeuwarden 26.11. | Leeuwarden 03.12. | Heerenveen 17.02. |        | Leeuwarden 25.11. | Leeuwarden 02.12. | Heerenveen 17.02. | Heerenveen 18.02. |
| Zawodniczka | 500 m             | 500 m             | 500 m             | 500 m             | 1000 m | 1000 m            | 1000 m            | 1000 m            | 1500 m            | 1500 m | 1500 m            | 1500 m            |                   |                   |
| Natalia Bielicka | –                 | –                 | –                 | –                 | –      | 15                | –                 | –                 | 24                | DNS    | 25                | 13                |                   |                   |
| Oliwia Bobier | –                 | –                 | 21                | –                 | –      | 23                | –                 | –                 | 27                | 24     | –                 | –                 |                   |                   |
| Agnieszka Bogdanowicz | –                 | –                 | –                 | –                 | –      | –                 | –                 | –                 | –                 | –      | 17                | 21PEN             |                   |                   |
| Anna Falkowska | 7                 | 31                | –                 | 9                 | 7      | –                 | –                 | 11                | –                 | –      | –                 | –                 |                   |                   |
| Michalina Wawer | 8                 | 12                | –                 | 11                | 17     | –                 | 14                | 17                | –                 | –      | –                 | –                 |                   |                   |
| Kornelia Woźniak | 5                 | 25                | 11                | 7                 | 19     | –                 | –                 | 23                | –                 | –      | –                 | –                 |                   |                   |
| 1. 2. 3. Finał A Finał B Półfinał Ćwierćfinał Repasaż półfinałowy Repasaż ćwierćfinałowy Eliminacje · DNF – Zawodniczka nie ukończyła biegu DNS – Zawodniczka nie pojawiła się na starcie biegu PEN – Zawodniczka otrzymała karę – Zawodniczka otrzymała żółtą kartkę |                   |                   |                   |                   |        |                   |                   |                   |                   |        |                   |                   |                   |                   |

Mężczyźni
| Zawodnik | Leeuwarden 26.11. | Leeuwarden 02.12. | Leeuwarden 03.12. | Heerenveen 18.02. |        | Leeuwarden 25.11. | Leeuwarden 26.11. | Leeuwarden 03.12. | Heerenveen 17.02. |        | Leeuwarden 25.11. | Leeuwarden 02.12. | Heerenveen 17.02. | Heerenveen 18.02. |
| Zawodnik | 500 m             | 500 m             | 500 m             | 500 m             | 1000 m | 1000 m            | 1000 m            | 1000 m            | 1500 m            | 1500 m | 1500 m            | 1500 m            |                   |                   |
| Adam Makuch | –                 | –                 | 37                | 31                | –      | 39PEN             | –                 | 27PEN             | 31                | 35     | –                 | –                 |                   |                   |
| Krzysztof Mądry | 49                | 20                | 7                 | 39PEN             | 22     | –                 | –                 | 12                | –                 | –      | –                 | –                 |                   |                   |
| Adam Muchlado | 29                | –                 | 23                | 19                | 39     | –                 | –                 | 28PEN             | –                 | 33     | –                 | –                 |                   |                   |
| Dominik Palenceusz | 31                | 36                | –                 | –                 | 32PEN  | –                 | 22                | –                 | –                 | –      | 29                | 26                |                   |                   |
| Aleksander Sakowicz | –                 | 33                | –                 | –                 | –      | 33                | 46PEN             | –                 | 34                | –      | 24                | 27                |                   |                   |
| 1. 2. 3. Finał A Finał B Półfinał Ćwierćfinał Repasaż półfinałowy Repasaż ćwierćfinałowy Eliminacje · DNF – Zawodnik nie ukończył biegu DNS – Zawodnik nie pojawił się na starcie biegu PEN – Zawodnik otrzymał karę – Zawodnik otrzymał żółtą kartkę |                   |                   |                   |                   |        |                   |                   |                   |                   |        |                   |                   |                   |                   |

### Drużynowe
Kobiety / sztafety mieszane
| Zawodniczka | Leeuwarden 02.12. | Heerenveen 18.02. |    | Leeuwarden 26.11. | Leeuwarden 03.12. | Heerenveen 18.02. |
| Zawodniczka | RL                | RL                | MR | MR                | MR                |                   |
| Polska | –                 | 5                 | 9  | 5                 | 7                 |                   |
| Natalia Bielicka | –                 | +                 | –  | –                 | –                 |                   |
| Anna Falkowska | –                 | +                 | +  | –                 | +                 |                   |
| Michalina Wawer | –                 | +                 | +  | +                 | +                 |                   |
| Kornelia Woźniak | –                 | +                 | –  | +                 | (+)               |                   |
| 1. 2. 3. Finał A Finał B Półfinał Ćwierćfinał RL – Sztafeta MR – Sztafeta mieszana · DNF – Zawodniczki nie ukończyły biegu DNS – Zawodniczki nie pojawiły się na starcie biegu PEN – Zawodniczki otrzymały karę – Zawodniczki otrzymały żółtą kartkę |                   |                   |    |                   |                   |                   |

Mężczyźni / sztafety mieszane
| Zawodnik | Leeuwarden 02.12. | Heerenveen 18.02. |    | Leeuwarden 26.11. | Leeuwarden 03.12. | Heerenveen 18.02. |
| Zawodnik | RL                | RL                | MR | MR                | MR                |                   |
| Polska | 13                | 10                | 9  | 5                 | 7                 |                   |
| Adam Makuch | +                 | +                 | +  | +                 | (+)               |                   |
| Krzysztof Mądry | +                 | +                 | +  | +                 | +                 |                   |
| Adam Muchlado | +                 | +                 | –  | (+)               | +                 |                   |
| Dominik Palenceusz | +                 | –                 | –  | –                 | –                 |                   |
| Aleksander Sakowicz | –                 | +                 | –  | –                 | –                 |                   |
| 1. 2. 3. Finał A Finał B Półfinał Ćwierćfinał RL – Sztafeta MR – Sztafeta mieszana · DNF – Zawodnicy nie ukończyli biegu DNS – Zawodnicy nie pojawili się na starcie biegu PEN – Zawodnicy otrzymali karę – Zawodnicy otrzymali żółtą kartkę |                   |                   |    |                   |                   |                   |